# Preben Devantier
Preben Devantier (født i 1942 i Svendborg, død december 2024) var dansk musiker og trommeslager. Han har spillet både i Melvis & His Gentlemen og hos Peter Belli & Les Rivals. Han er dog mest kendt for sin tid som trommeslager i syre-rockbandet Steppeulvene fra 1967 til 1970. Efter Steppeulvene spillede han i forskellige andre grupper heriblandt i Seirups Hey Joes Ballonrute, Sylvesters Jukebox og Heste beste.